# Habenaria sanfordiana
Espèce
Synonymes
- Ceratopetalorchis sanfordiana (Szlach. & Olszewski) Szlach., Górniak & Tukallo[1]

Habenaria sanfordiana Szlach. & Olszewski est une espèce de plantes de la famille des Orchidaceae et du genre Habenaria, endémique d'Afrique centrale.

## Étymologie
Son épithète spécifique sanfordii rend hommage au botaniste William W. Sanford, spécialiste des Orchidées.

## Habitat et distribution
Habenaria sanfordiana est une plante qu'on peut trouver en Côte d'Ivoire, au Cameroun et en République démocratique du Congo.